# Piano di Sorrento
Piano di Sorrento é uma comuna italiana da região da Campania, província de Nápoles, com cerca de 12.808 habitantes. Estende-se por uma área de 7 km², tendo uma densidade populacional de 1830 hab/km². Faz fronteira com Meta, Sant'Agnello, Vico Equense.

## Demografia
| Variação demográfica do município entre 1861 e 2011                               |
|                                                                                   |
| Fonte: Istituto Nazionale di Statistica (ISTAT) - Elaboração gráfica da Wikipedia |